# Reugny, Allier
Reugny là một xã ở tỉnh Allier thuộc miền trung nước Pháp.